# Camille Ayglon-Saurina
Camille Ayglon-Saurina (født d. 21 maj 1985) fransk håndboldspiller som spiller højre back for franske Nantes Atlantique Handball og Frankrigs kvindehåndboldlandshold. Hun har deltaget ved 3 olympiske lege i 2008, 2012 & 2016.

## Karriere
Camille Ayglon startede med at spille tophåndbold for franske Cercle Nîmes i 1999. Fra 2008 til 2010, spillede hun så i storklubben Metz Handball. Med Metz vandt hun det franske mesterskab i 2009, den Coupe de France i 2010 og Coupe de la Ligue i 2009 og 2010. I sommeren 2010 vendte hun tilbage til Cercle Nîmes. I 2016 skiftede hun til de rumænske EHF Champions League-vindere fra CSM Bucuresti. Med Bukarest vandt hun det rumænske mesterskab i 2017 og 2018, 2017 og 2018 i den rumænske pokalturnering og blev nummer tre i EHF Champions League, i 2017 og 2018. I juli 2018, vendte hun tilbage til fransk håndbold hos Nantes Loire Atlantique Handball. Hun indstillede karrieren i 2021.
Hun fik debut på landsholdet den 1. marts 2007, mod Kina og hun har deltaget ved tre olympiske lege i 2008, 2012 & 2016.

## Meritter
- Championnat de France:
  - Vinder: 2009
- Coupe de France:
  - Vinder: 2010
  - Finalist: 2009, 2011, 2015
- Coupe de la Ligue:
  - Vinder: 2009, 2010
  - Finalist: 2013
- EHF Challenge Cup:
  - Semifinalist: 2011
- Verdensmesterskab:
  - Sølv: 2009, 2011
- Olympiske Lege:
  - Sølv: 2016

## Nomineringer
- Division 1 Féminine: Bedste Højre back: 2010, 2011